# 結合型疫苗

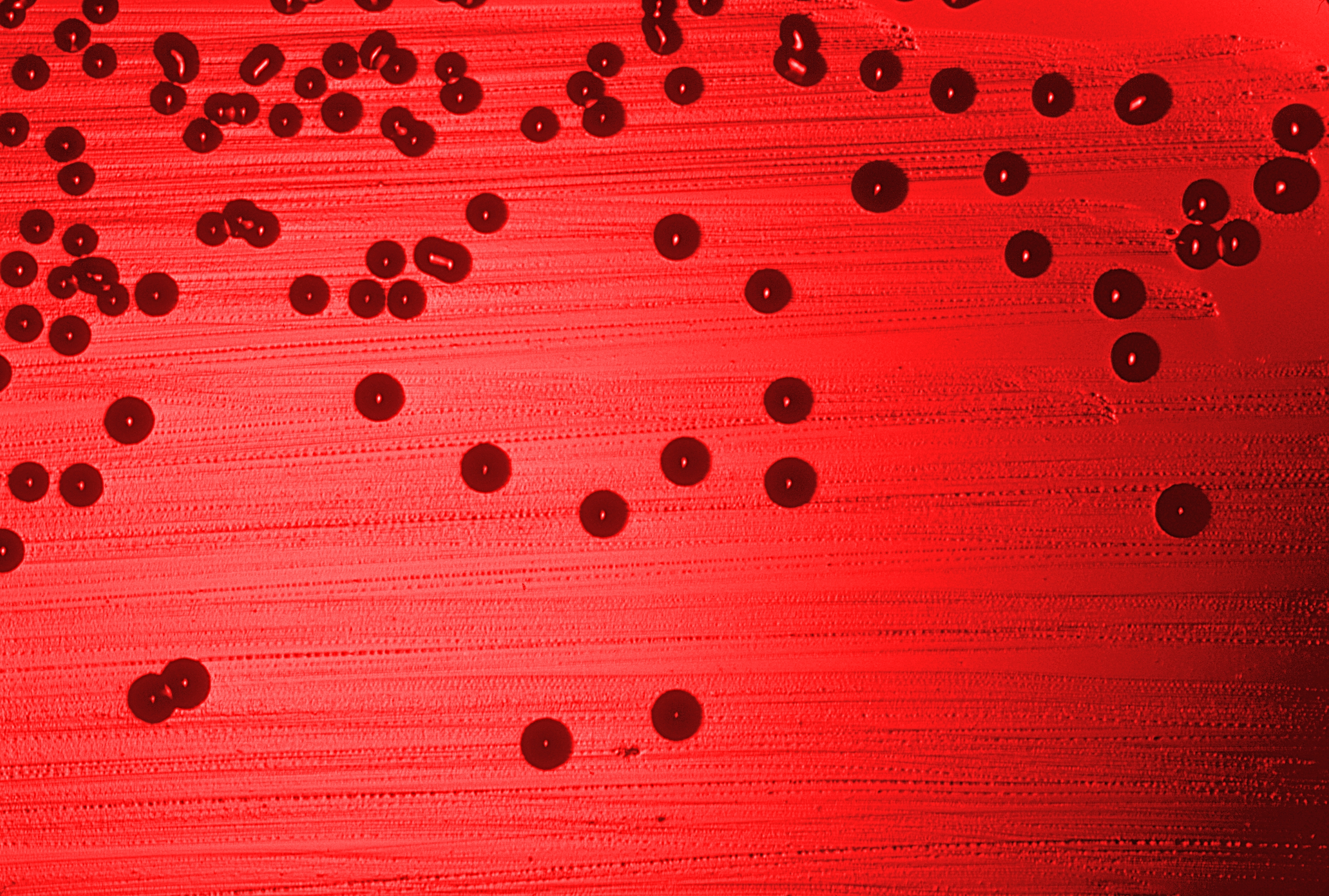
對於有多醣體莢膜的細菌，如b型嗜血桿菌，預防感染的最好方法是使用結合型疫苗。

結合型疫苗是一種將弱抗原以強抗原作為載體結合製成的疫苗。混合兩者的目的是使免疫系統對弱抗原產生更強的反應。
疫苗透過誘發對抗原的免疫反應來預防疾病。抗原是指免疫系統識別出的，細菌或病毒攜帶的體外物質。因此，疫苗常常含有減弱或滅活的致病細菌或病毒，注射疫苗後，免疫系統便能識別出該抗原。許多疫苗都包含單一抗原。
然而，一些致病細菌的抗原不能激發免疫系統的強反應，因此針對該弱抗原的疫苗無法保護接種者。這種情況下，結合型疫苗可以誘發免疫系統對弱抗原的反應。結合型疫苗中的弱抗原通過共價鍵與強抗原結合，從而誘發了對弱抗原更強的免疫反應。最常見的弱抗原是與強蛋白質抗原結合的多醣。但是，亦有研發出肽／蛋白質以及蛋白質／蛋白質結合型疫苗。

## 歷史
結合型疫苗的想法最先出現在兔實驗裡。該實驗中，3型肺炎鏈球菌多醣抗體與蛋白質載體結合以後，免疫應答有所提高。人類所用的首支結合型疫苗於1998年面世。該疫苗是b型嗜血桿菌（Hib）結合型，能防護腦膜炎。美國的嬰幼兒疫苗計劃隨後引入了該款疫苗。Hib疫苗結合了幾種不同的載體蛋白之一，例如白喉類毒素或破傷風類毒素。採用了疫苗不久，Hib感染率於1987至1991之間急劇下降了90.7%。推廣到嬰幼兒後，感染率進一步下降。

## 外部連結
- 醫學主題詞表（MeSH）：Vaccines, Conjugate
- . （原始内容存档于2006-09-30）.